# Wilhelmina Jacoba Moussault-Ruys
Wilhelmina Jacoba Moussault-Ruys (* 12. April 1904 in Dedemsvaart; † 9. Januar 1999 in Deventer), bekannt als Mien Ruys, war eine niederländische Landschaftsarchitektin.

## Leben
Wilhelmina Ruys, genannt Mien Ruys, wuchs als das fünfte von acht Kindern von Bonne Ruys (1865–1950) und Engelina Gijsberta Fledderus (1872–1935) in der Moorkolonie Dedemsvaart, Overijssel auf. Ihre Geschwister waren Mieke, Ina und Theo. Ihre Eltern waren seit 1888 die Besitzer der Gärtnerei Moerheim, die sich durch Züchtung neuer Varietäten (Bonne Ruys züchtete unter anderem die Sonnenbraut Moerheim Beauty) einen Namen machte und auch Pflanzen für den britischen Markt produzierte. 1916 gründete ihr Vater ein Büro für Gartenarchitektur. Ruys besuchte von 1920 bis 1922 ein Mädcheninternat, die Luitgarde School in Bussum. Bereits 1923 gestaltete Mien Ruys den Garten ihrer Eltern (heute Tuin Mien Ruys) um, was sie zeit ihres Lebens fortsetzte. Ihr Vater war ein Freund von Karl Foerster, dessen Werk starken Einfluss auf Ruys hatte. Ob sie Foerster in Berlin selbst besuchte, ist unbekannt. Ruys studierte in Berlin am Institut für Gartengestaltung der TU und machte 1928 eine Gärtnerlehre in Tunbridge Wells. Sie entwarf seit den 1920er Jahren Gärten. Immer war Ruys jedoch auch an Architektur interessiert. 1931–1932 besuchte sie Seminare für Architektur bei Marinus Jan Granpré Molière an der TH Delft (heute: TU Delft). Eine Zeitlang stand sie unter dem Einfluss der Delfter Schule. Seit Ende der zwanziger Jahre gehörte Ruys der Bewegung für moderne Architektur an und war vom Congrès International d’Architecture Moderne beeinflusst und war seit 1943 Mitglied von funktionalistischen Architektengruppen wie „de acht“ in Amsterdam und „de Opbouw“ in Rotterdam um Oud und Cornelis van Eesteren. 1930 übernahm sie die Leitung des Planungsbüros Moerheim, das 1937 nach Amsterdam umsiedelte. Ruys wurde Mitglied des Antifaschistischen Comité van Waakzaamheid, 1940 wurde sie Schriftführerin. 1942 trat sie aus Protest gegen deren Kollaboration mit den deutschen Besatzern aus dem Bond van Nederlandse Tuinarchitecten aus. Da sie kein Mitglied der Kulturkammer war, wurde sie arbeitslos, arbeitete jedoch an dem Konzept für den Nationalpark De Hoge Veluwe.
Ruys war seit 1950 mit dem Herausgeber Theodorus Aloisius Maria Moussault verheiratet. Sie lehrte 1951–1952 in Wageningen Garten- und Landschaftsarchitektur und 1953–1955 „Städtische Grünanlagen“ an der TH in Delft. In Amsterdam gründete sie 1979 eine eigene Firma für Gartenarchitektur (Büro Mien Ruys, Garten- und Landschaftsarchitekten GmbH), die noch heute (2011) besteht. Sie gab auch das Magazin „OnzeEigenTuin“ heraus. Bekannt ist ihr Ausspruch: „Das einzige, was ich machen kann, sind Gärten und Tee“.

## Wirkung
Heutige Gartengestalter wie Piet Oudolf sind stark durch den Stil von Mien Ruys beeinflusst, wie auch Anthony Paul, James van Sweden und Arend Jan van der Horst. Nach Oudolf war sie die einzige niederländische Gartenarchitektin, die über Pflanzen redete, statt über Design.

## Gärten
Bis zum Ende des Krieges entwarf Ruys vor allem Privatgärten. Ruys hatte mit der englischen Gartengestalterin Gertrude Jekyll in Munstead Wood Kontakt, ihr Einfluss hatte zeigt sich in der Gestaltung farbiger Rabatten. Ruys legte in Dedemsvaart einen Versuchsgarten an, in dem sie die Farbtheorie von Jekyll erprobte und variierte (Alter Versuchsgarten von 1927). Bereits 1933 entwarf sie aber die Grünanlagen des Geuzenhofs in Amsterdam West, einer Gruppe von Sozialwohnungen. Nach dem Krieg arbeitete Ruys viel für Wohnungsbaugesellschaften und gestaltete unter anderem die Grünanlagen von Neubaublocks. Hier setzte sie oft schräge Linien ein. Seit den 1960er Jahren arbeitete sie wieder mehr mit rechteckigen Designs, die durch streng geschnittene Hecken betont wurden.
Ruys war eine der wichtigsten Vertreterinnen der klassischen Moderne in der Gartengestaltung und machte unter anderem Waschbetonplatten und Eisenbahnschwellen als Gestaltungselemente populär, was ihr den Spitznamen „Bielzenmien“ eintrug. Auch Kunststoff fand Verwendung. Beton wurde unter anderem für Pflanzkübel, aber auch Gartenmöbel verwendet.
Ihr Stil zeichnet sich durch klare Linien und den reichen Gebrauch von Stauden aus. Früh verwendete sie Gräser, wie von Karl Foerster propagiert. In strenge Formen geschnittene Berbeitzen-, Eiben- und Buchsbaumhecken schufen klare Rahmen für eine sehr vielfältige Bepflanzung, vor allem mit Gräsern und Stauden. In den 1990er Jahren wandte sie sich einer mehr naturalistischen Gartengestaltung zu, die jedoch immer moderne Materialien verwendeten. Sie war stets auch der Suche nach neuen Gestaltungsideen und neuen Pflanzenkombinationen. Es war ihr sehr wichtig, für den Standort angemessene Pflanzen zu verwenden, statt zu versuchen, die Wuchsbedingungen zu ändern. Sie war ein Pionier in der gärtnerischen Nutzung zahlreicher Pflanzen, darunter Frauenmantel, Riesen-Chinaschilf, Japan-Zwergschilf, Russel-Brandkraut und Wickelwurz.
Der nun nach ihr benannte Tuinen Mien Ruys in Dedemsvaart steht seit 2004 unter Denkmalschutz und ist der Öffentlichkeit zugänglich. Er ist 25000 m2 groß und umfasst 30 Einzelgärten, darunter ein Versuchsgarten für Sonnen- und Schattenpflanzen (1960), Verwilderungsgarten (1924), Sumpfgarten (1990), Kräutergarten (1957), Wassergarten (1954), Waldgarten (1987), Dachgarten (2017) und Stadtgarten (1960). Er wird durch eine Stiftung (Stichting Tuinen Mien Ruys) betrieben.
Andere Gärten:
- Nationalpark De Hoge Veluwe
- Stadtmauern/Festung Elburg
- mit dem Architekten Gerrit Rietveld: Garten der Wirkerei De Ploeg in Bergeijk.[9]
- Betriebsgarten KNSM auf der KNSM-Insel, Amsterdam, heute Mien Ruysplantsoen (1956)
- Garten für den Werkplaats Kindergemeenschap
- Garten des Rosa Spier Huis in Laren (Noord-Holland)

Nach der Datenbank TUiN entwarf Ruys insgesamt 1075 Gärten.

## Werke
- Herausgeberin der Zeitschrift "OnzeEigenTuin", 1954.
- Borders: hoe men ze maakt en onderhoudt, 1939.
- Vijvers in de tuin, 1941.
- Rotsplanten in de tuin, 1948.
- Het vaste planten boek, Moussault 1950.
- Die Stauden, 1951.
- mit J.J. Vriend: Bouwen en Wonen, 1953.
- Vara Vackra Perenner, 1954.
- Rozen voor iedereen, 1956.
- Het gebruik en de verzorging van vaste planten, 1959.
- mit Jan Bijhouwer: Leven met groen in landschap, stad en tuin, 1960.
- Rotsplanten in de tuin (Weten en kunnen), 1963.
- Zo beplanten we onze tuin, 1965.
- Toepassing en verzorging van vaste planten, 1972.
- Het Nieuwe Vaste Planten Boek, 1973.
- Spelen met planten, 1977.
- Spelen met planten, 1980.
- Van vensterbank tot landschap, 1981.
- Mijn tuinen, 1987.
- Zo verzorgen wij onze tuin, 1987.